# Aÿ (Marne)
Pour les articles homonymes, voir AY.
Aÿ (/ɑ.i/, /a.i/ ou /a.ji/) est une ancienne commune française d’environ 4 200 habitants, située dans le département de la Marne en région Grand Est. Le 1er janvier 2016, la commune d'Aÿ fusionne avec les communes de Mareuil-sur-Ay et de Bisseuil pour donner la commune nouvelle d'Aÿ-Champagne, dont elle devient une commune déléguée.
Ses habitants sont appelés les Agéens et les Agéennes.
Bien connue des cruciverbistes et des joueurs de Scrabble, elle se trouve aux pieds des coteaux de vins de Champagne.

## Géographie

### Situation
Aÿ est une commune viticole du centre-ouest du département de la Marne et de la région Champagne-Ardenne. Elle se trouve à quatre kilomètres d’Épernay, 28 kilomètres de Reims, 32 kilomètres de Châlons-en-Champagne et 145 kilomètres de Paris.
Le territoire d’Aÿ s'étend sur 10,43 km2. Le nord de la commune est recouvert par 288 hectares de forêts, situées pour la plupart sur le plateau de la montagne de Reims, au-delà des 200 mètres d’altitude. C’est là que se trouve son point culminant, à 267 mètres. Ces bois sont limitrophes des communes de Champillon, Mutigny et Saint-Imoges. À l’est, le plateau est entaillé par la vallée du Cubray. Ce ruisseau s’écoule du nord au sud et prend sa source dans le bois d'Aÿ.
Entre environ 100  et   200 mètres, ce sont les coteaux de la montagne de Reims qui accueillent les 429 hectares de vignes classées 100 % Grand cru que compte la commune. Juste au nord du village, entre la dépression, au lieu-dit la Chevrue, et la vallée du Cubray, s’élèvent deux sommets légèrement séparés du reste du massif. Ils atteignent 169  et   113 mètres.
En dessous des 100 mètres, on atteint la vallée de la Marne, où se trouve le bourg. Au sud du village, une fois le canal latéral à la Marne passé, s’étend la plaine d’Aÿ, entre Aÿ et le quartier sparnacien de La Villa. Elle se compose d'une centaine de jardins privés ainsi que de terres cultivées (plus de 60 hectares) où il est projeté d’y établir une base de loisirs dénommée « Île bleue »,. L’altitude y descend jusqu'à 68 mètres, en bord de la Marne, qui traverse la commune et sert de frontière avec Chouilly et Mareuil-sur-Ay. À l’est d'Aÿ, cette dernière, et plus particulièrement le quartier des Carelles, prolonge la zone urbaine agéenne.
| |              |                |
| \| Champillon \| Saint-Imoges \| Mutigny \| \| Dizy \| Ay \| Mareuil-sur-Ay \| \| Épernay (La Villa) \| Chouilly \| Mareuil-sur-Ay \| |              |                |
| Champillon | Saint-Imoges | Mutigny        |
| Dizy | Ay           | Mareuil-sur-Ay |
| Épernay (La Villa) | Chouilly     | Mareuil-sur-Ay |

### Climat

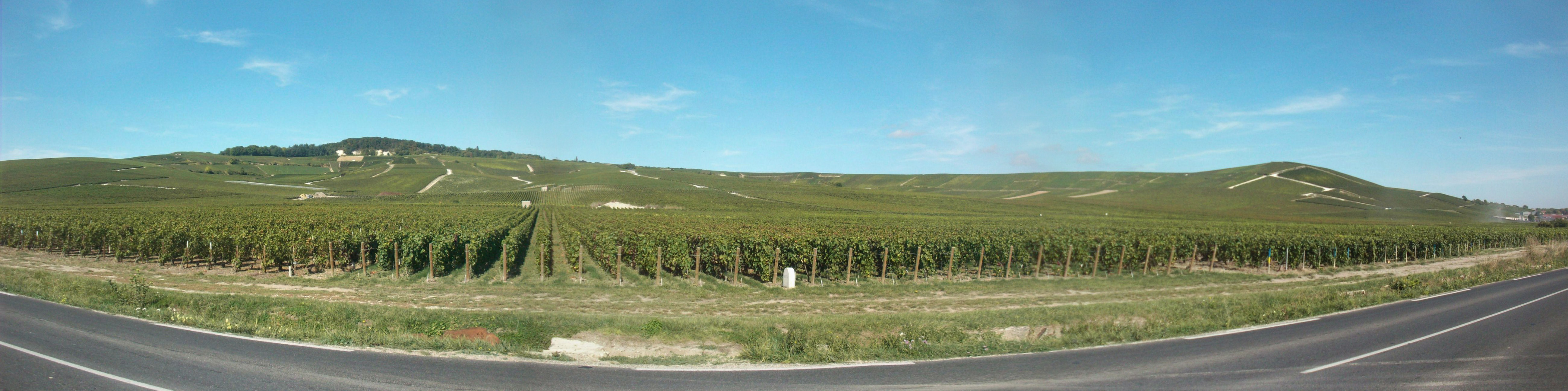
Le vignoble entre Aÿ et Dizy.

Le climat agéen est océanique dégradé. Du fait de sa situation en contrebas du vignoble, la ville est fréquemment envahie par des sarments et des copeaux provenant de celui-ci. En 2009, de violents orages ont entrainé des coulées de boue inondant la commune, phénomène rare mais pas inédit. La station météorologique la plus proche est celle de Reims-Courcy, située à 91 mètres d’altitude et à une vingtaine de kilomètres au nord de la commune, de l'autre côté de la montagne de Reims.
| Mois                                       | Janv. | Fév. | Mars | Avr. | Mai  | Juin | Juil. | Août | Sept. | Oct. | Nov. | Déc. | Année |
| ------------------------------------------ | ----- | ---- | ---- | ---- | ---- | ---- | ----- | ---- | ----- | ---- | ---- | ---- | ----- |
| Températures maximales moyennes (°C)       | 5,5   | 7,0  | 10,8 | 14,0 | 18,4 | 21,3 | 24,1  | 24,2 | 20,1  | 15,1 | 9,3  | 6,6  | 14,7  |
| Températures minimales moyennes (°C)       | 0,1   | 0,0  | 2,3  | 3,7  | 7,7  | 10,5 | 12,4  | 12,2 | 9,5   | 6,6  | 2,9  | 1,4  | 5,8   |
| Températures moyennes (°C)                 | 2,8   | 3,5  | 6,6  | 8,9  | 13,1 | 15,9 | 18,3  | 18,2 | 14,9  | 10,9 | 6,1  | 4,0  | 10,2  |
| Ensoleillement (h)                         | 63    | 73   | 128  | 163  | 214  | 218  | 229   | 239  | 156   | 108  | 66   | 47   | 1705  |
| Moyennes mensuelles de précipitations (mm) | 44    | 40   | 51   | 45   | 59   | 58   | 56    | 48   | 53    | 55   | 52   | 57   | 617,8 |
| Source : Météo-France                      |       |      |      |      |      |      |       |      |       |      |      |      |       |

### Voies de communication et transports

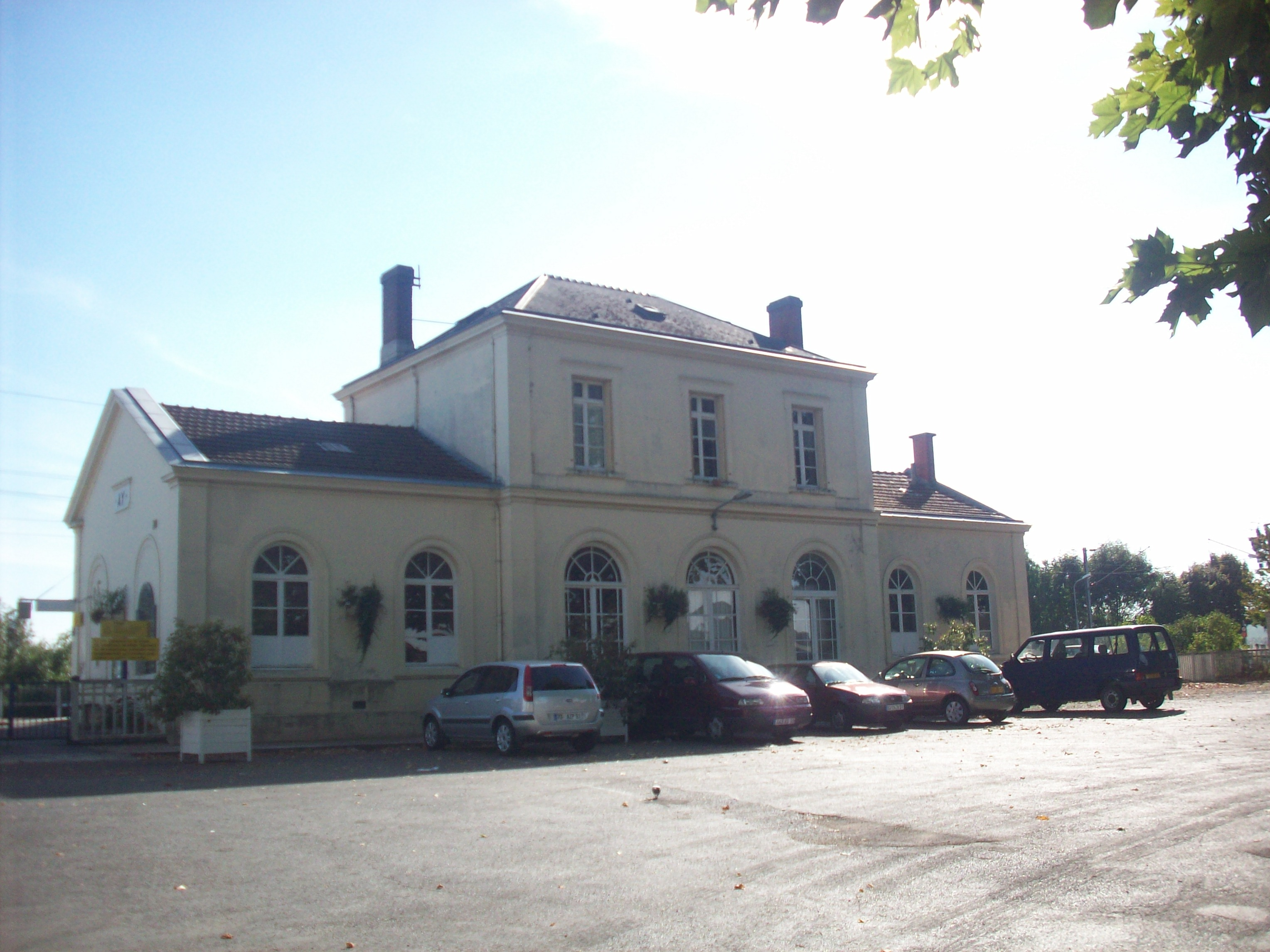
La gare SNCF d'Aÿ.

Aÿ est desservie par la RD 1, entre Châlons-en-Champagne et Dormans et par la RD 201 en provenance d’Épernay ; elle est aussi traversée par la route touristique du Champagne. La ville est reliée par voie ferroviaire à la gare d'Épernay, en direction de Paris-Est et de Châlons, ainsi qu'à celle d’Avenay en direction de la gare de Reims. La commune est traversée par le canal latéral à la Marne et le ruisseau du Cubray et est séparée de Chouilly par la Marne. Elle n’accueille pas d’aérodrome mais elle se situe à moins de 10 km de celui d’Épernay - Plivot. L’artère principale d’Aÿ, le boulevard Charles-de-Gaulle (RD 1), est équipée de pistes cyclables.

## Urbanisme

### Logement
En 2007, la ville d'Aÿ comptait 1 921 logements dont 113 vacants, pour 1 799 ménages. 93,6 % des logements sont des résidences principales et seulement 9 sont des résidences secondaires.
Les maisons représentaient 57,6 % des logements et les appartements 42,0 %. 52,8 % des Agéens étaient propriétaires de leur logement alors que 44,4 % en étaient locataires.
37,5 % des résidences principales que comptait la commune dataient d'avant 1949, 56,5 % ont été construites entre 1949 et 1999 et 6 % après 1999.

## Toponymie
Au IXe siècle, la commune était connue comme Villa quæ dicilur Ageius, Parochia Aeiensis en 1118, Ay en 1130, Aeium en 1208, Ahi en 1222, puis Ayacum en 1252, Aeyum en 1265 et Ayum en 1282. En 1471, on retrouvait le nom d' Ay lez Esparnay et, un an plus tard, Ay sur Marne.
Semble venir du nom de personne latin Allius.

## Histoire

### Les origines
Les premières traces d’habitation sur le sol de la commune remontent à la préhistoire. En effet, en 1967, lors de travaux réalisés au hameau de Warmery-Haut, par la maison de Champagne Veuve Clicquot Ponsardin, a été découverte un hypogée où furent enterrés une centaine d’individus.
Aux alentours de 344, le vignoble agéen était déjà connu des Gallo-romains. À ses débuts, Ay était sûrement une villa au sens latin du terme et aurait été fondée par un dénommé Ageius, d’où le gentilé agéen.

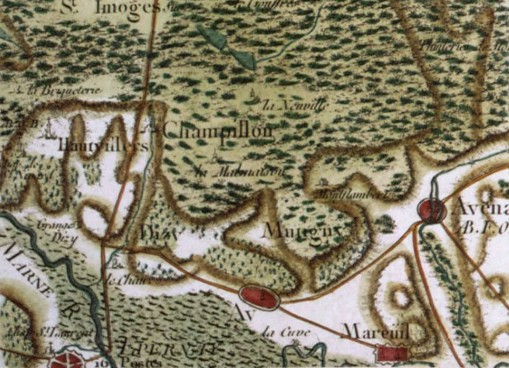
« Ay » sur la carte de Cassini.

Le village était situé entre les ponts romains de Mareuil-sur-Ay et de Dizy et n’était donc pas un carrefour. Il s’est donc développé grâce aux voies de communication longeant la Marne qui la traversaient.

### Moyen Âge et temps modernes

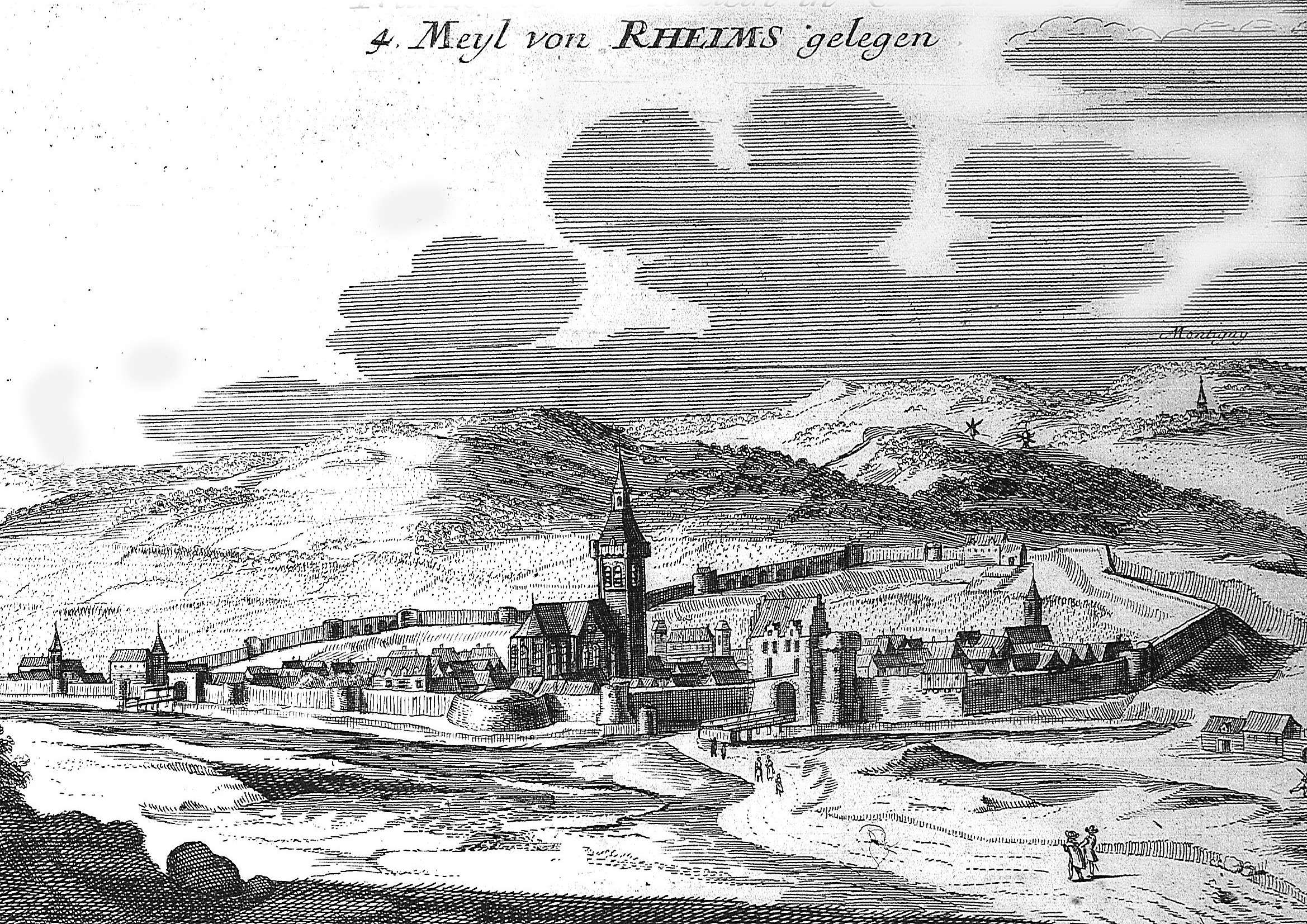
Gravure représentant la ville et son rempart.

En 1024, la commune d'Aÿ est rattachée au comté de Champagne.
Après être passée au royaume de France, elle obtient, en 1312, de la part de Louis X, roi de France, une charte, confirmée par Henri IV, qui lui donne droit à une administration autonome. Dorénavant, tous les ans, les Agéens élisent leur maire et deux échevins, un prestigieux privilège à l'époque et qui dura cinq siècles. Le village subit plusieurs pillages durant la guerre de Cent Ans.
Août 1472, naissance de jumeaux siamois dont « les ii. dos tenoient ensemble ».
Au cours du XVIe siècle, des remparts et des fossés furent construits autour de la commune, puis démolis deux cents ans plus tard. Ces fortifications prenaient notamment place aux actuels boulevard du Nord et boulevard Pasteur. À la même époque, malgré la présence d’une importante minorité protestante, elle fut épargnée par les guerres de religion.

### Époque contemporaine

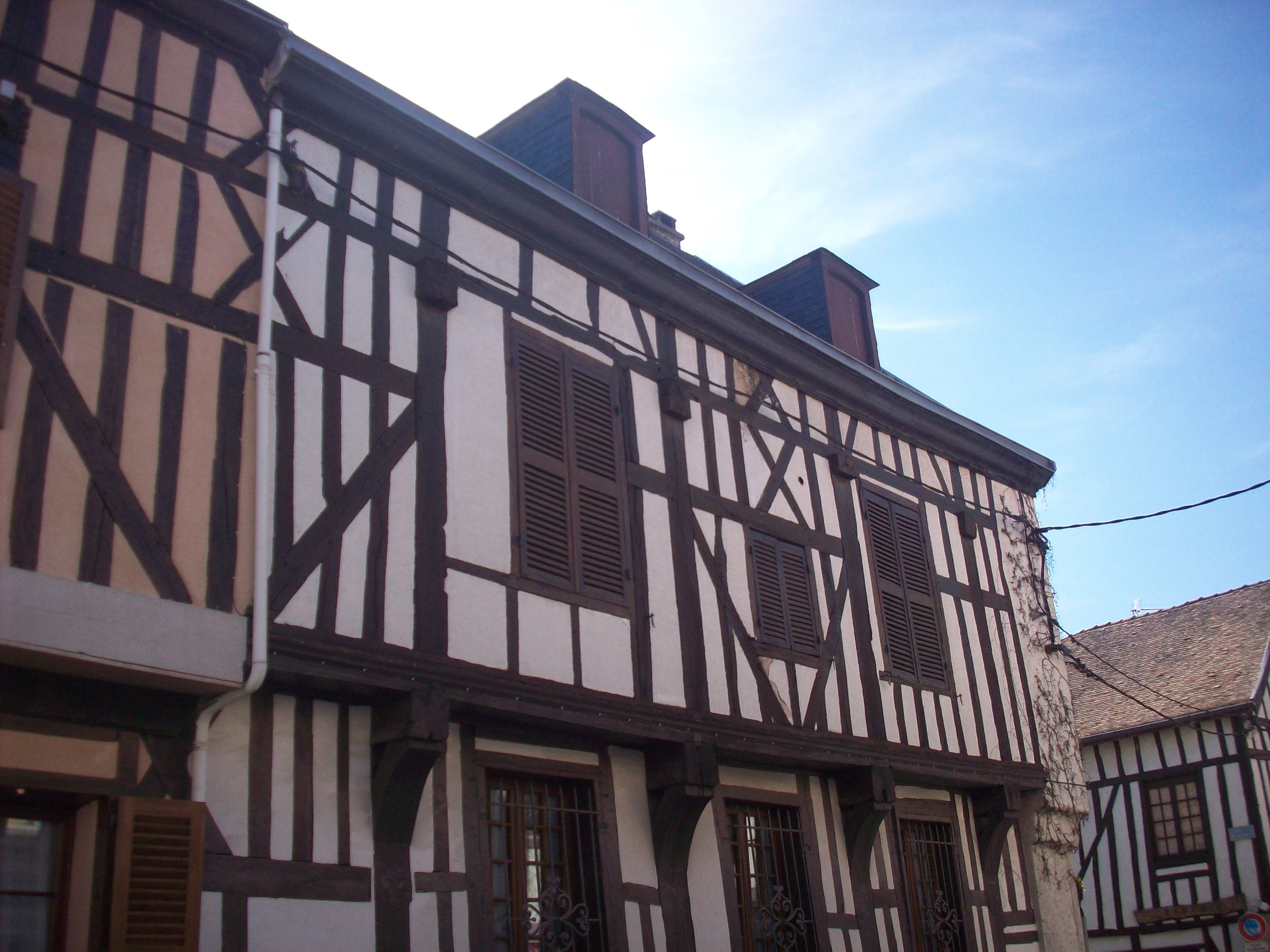
Maisons typiques du centre-ville.

Même si Aÿ était acquise aux idées de la Révolution française, aucune exécution ni autre débordement n’y fut déploré. À la suite de celle-ci, la commune fut rattachée au canton d'Aÿ, dont elle est devenue le chef-lieu, dans le district d’Épernay, lui-même incorporé au département de la Marne, créé le 4 mars 1790. En 1801, le nouveau canton d'Aÿ est rattaché à l’arrondissement de Reims.

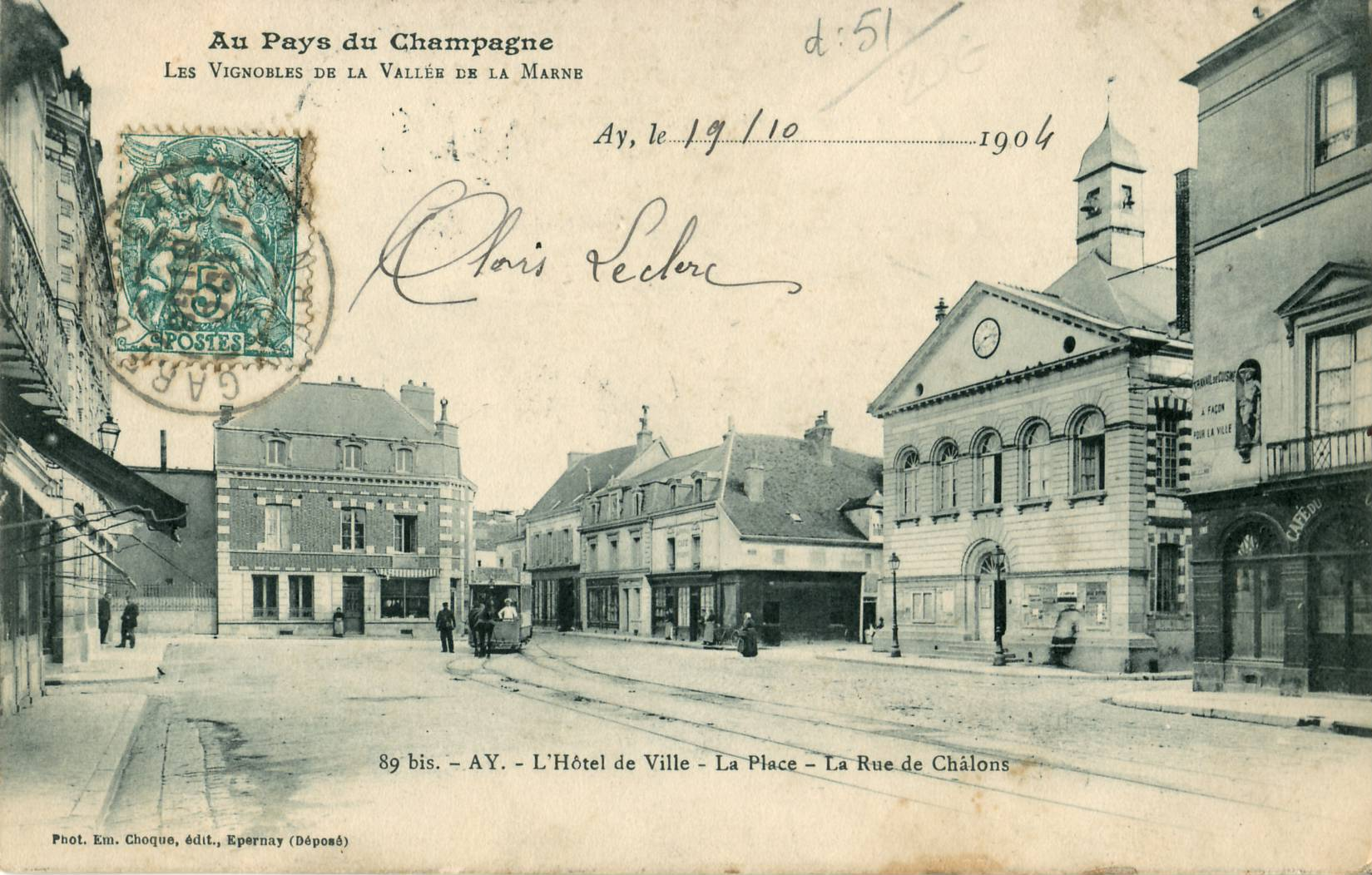
Outre la desserte par les trains de la Compagnie de l'Est, la ville était également desservie par une ligne de chemin de fer secondaire des chemins de fer de la Banlieue de Reims (CBR), dont on voit ici un train passer devant l'hôtel de ville.

Durant le XIXe siècle, la population de la commune a plus que doublée et de nombreux aménagements ont eu lieu : la construction d’une cité ouvrière, le creusement du canal latéral à la Marne, l'arrivée du chemin de fer, de l’eau courante, de l’électricité ou encore du gaz… Cependant on n’y trouve alors aucune industrie, en dehors de celle du champagne et de scieries en bordure de forêt.
Après la demande, faite le 11 avril 1911 par le Sénat, de la suppression de l’appellation « Champagne », précédée de révélations quant au coupage du champagne avec d’autres vins moins coûteux, par les négociants, les vignerons se révoltent. Le 12 avril 1911, 6 000 personnes se rendent à Aÿ et incendient puis pillent de nombreuses maisons de négoce réputées, dont la commune est le siège. Le 94e régiment d'infanterie de ligne est envoyé à Aÿ pour calmer la situation.
La commune s'est vue décorée de la croix de guerre 1914-1918 le 21 août 1921.
Pendant la Seconde Guerre mondiale, Aÿ est touchée par des bombardements meurtriers, durant lesquels le centre-ville est totalement détruit. Le 11 août 1944, un bombardement tue plus de 60 Agéens. La commune est libérée de l’occupation allemande le 28 août 1944.

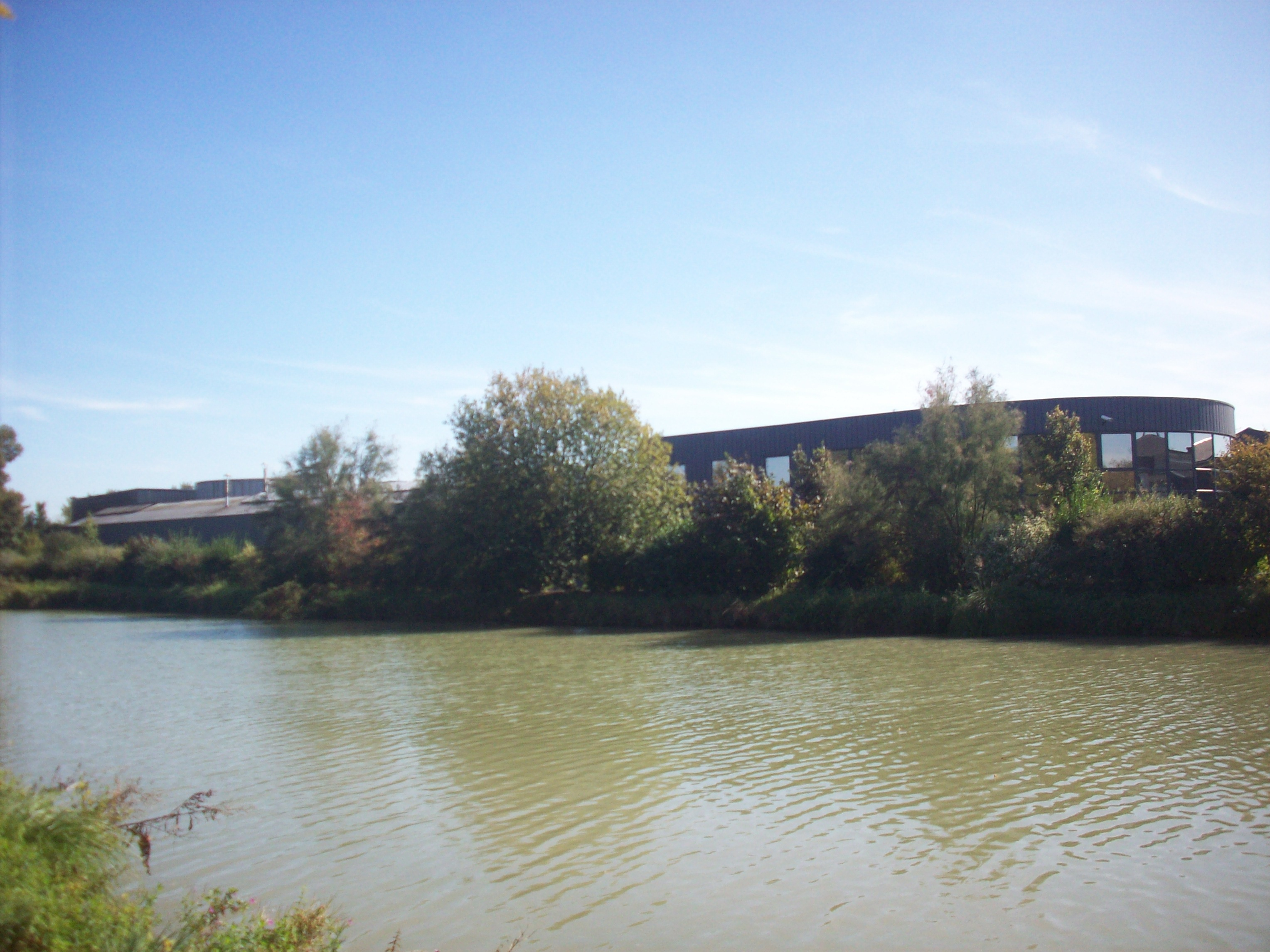
L'usine PTPM, au bord du canal.

En 1965, une partie de son territoire, le quartier de La Villa, situé à l'entrée d'Épernay, est cédé à cette ville.
De nos jours, la commune fait face à la désindustrialisation et aux délocalisations. En 2009 notamment, la PTPM, ancien premier employeur de la commune, annonce la fermeture de son usine après un premier plan social, qui avait déjà été précédée par la fermeture de l’entreprise Judez, en 2007. Dès lors, et pour la première fois en France, plus d’un millier de contribuables, dont la sénatrice Françoise Férat et la députée Marie-Georges Buffet, décident de porter plainte contre le groupe Trèves, propriétaire de l’usine pour « utilisation frauduleuse de leurs impôts ».

## Politique et administration

### Fusion de communes
Afin de sauvegarder les finances de leurs communes dans un contexte de baisse des dotations d'Etat, les maires des  trois communes d'Aÿ, Bisseuil et Mareuil-sur-Aÿ ont proposé à leurs conseils municipaux de fusionner leurs collectivités, permettant la création d'une nouvelle entité, la commune nouvelle d'Aÿ-Champagne qui les réunit,.
La création de la commune nouvelle est effective depuis le 1er janvier 2016, entraînant la transformation des trois anciennes communes en « communes déléguées » dont la création a été formalisée par l'arrêté du 9 novembre 2015.

### Rattachements administratifs et électoraux

#### Rattachements administratifs
Avant la fusion de 2016 Aÿ se trouvait jusqu'en 2005 dans l’arrondissement de Reims du département de la Marne, puis, à compter du 1er janvier 2006, dans  l’arrondissement d'Épernay
Elle était  depuis 1793 le Chef-lieu du canton d'Aÿ. Dans le cadre du redécoupage cantonal de 2014 en France, cette circonscription administrative territoriale a disparu, et le canton n'est plus qu'une circonscription électorale.

#### Rattachements électoraux
Pour les élections départementales, Aÿ fait partie depuis 2014 du canton d'Épernay-1
Pour l'élection des députés, Aÿ fait partie de la troisième circonscription de la Marne.

### Intercommunalité
Aÿ était le siège de la communauté de communes de la Grande Vallée de la Marne, un établissement public de coopération intercommunale (EPCI) à fiscalité propre créé en 1992 et auquel la commune avait transféré un certain nombre de ses compétences, dans les conditions déterminées par le code général des collectivités territoriales.
Depuis la fusion de communes, c'est la commune nouvelle d'Aÿ-Champagne qui est membre de l'intercommunalité.

### Tendances politiques et résultats
Aÿ est une ville ouvrière qui vote traditionnellement à gauche. Le Parti communiste y a longtemps été puissant, jusqu'au XXIe siècle. Il est notamment arrivé en tête des élections présidentielle de 1995, législatives de 1997 et européennes de 1999. Depuis, il ne cesse de chuter à chaque élection nationale en réalisant par exemple 14 % aux législatives de 2002 puis moins de 10 % cinq ans plus tard.
Parallèlement, la droite est en progression depuis le début des années 2000. En effet, en 2007, la ville vote à 51,2 % pour Nicolas Sarkozy alors qu'elle choisissait à 52,9 % Lionel Jospin douze ans plus tôt. La même année, la droite et le centre rassemblent plus de 56 % des voix au premier tour des élections législatives (dont 43,5 % au député UMP Philippe Martin), alors que la candidate des Verts l'emportait avec 51 % des suffrages en 2002 face au député sortant.
Aux échelons locaux, la gauche conserve cependant sa suprématie. Ainsi, aux élections municipales de 2008, le maire socialiste Dominique Lévêque l'emporte face à une liste communiste. Aux cantonales simultanées, il obtient près de 66 % des voix contre 20,6 % à Martine Tuffin-Lévèque (PCF), 8 % à Alain Gorlier (MoDem) et 5,7 % à Franck Rivière (FN). Lors des élections régionales de 2004 et 2010, la gauche derrière Jean-Paul Bachy l'emporte avec respectivement 51,7 % et 55,4 % des bulletins, dans des triangulaires avec la droite et l'extrême droite,.
Lors des élections municipales de mars 2008, Dominique Lévêque, maire de la commune depuis 1989 a été réélu dès le premier tour avec 73,15 % des suffrages soit 1 193 voix contre 26,85 % des suffrages (438 voix) à la liste communiste menée par Martine Tuffin-Lévèque. Sur les 2 788 inscrits, 1 797 personnes se sont déplacées aux urnes, soit une participation de 64,45 %. D’autre part, 9,24 % des électeurs (166) ont voté blanc, probablement en raison de l’absence d’une liste de droite.
Lors des élections élections municipales de 2014 dans la Marne, une seule liste était candidate, celle PS du maire sortant, Dominique Lévêque, qui obtient donc la totalité des 1 052 suffrages exprimés et dont des 27 sièges de conseillers municipaux (dont 6 communautaires). Lors de ce scrutin, 50,36 % des électeurs se sont abstenus et 19,82 des votants ont déposé un bulletin blanc ou nul dans l'urne.
Pour les élections postérieures à la fusion, il convient de se reporter à Aÿ-Champagne.

### Liste des maires
| Période                                  | Période       | Identité             | Étiquette     | Qualité |
| ---------------------------------------- | ------------- | -------------------- | ------------- | --- |
| Les données manquantes sont à compléter. |               |                      |               | |
| 1847                                     |               | Nitot                |               | |
| avant 1875                               | après 1879    | de Mareuil           |               | |
| 1888                                     | 1892          | Joseph Bollinger     |               | Négociant en vins de Champagne |
| 1892                                     | 1900          | Jules Blondeau       |               | Négociant en vins de Champagne. |
| vers 1922                                |               | Marcel Mailly.       |               | |
| Les données manquantes sont à compléter. |               |                      |               | |
| 1959                                     | 18 mars 1976  | Jean Collery         | MRP puis UCDP | Viticulteur Sénateur de la Marne (1970 → 1976) Conseiller général d'Aÿ (1958 → 1982) Décédé en fonction |
| 1977                                     | 1989          | Gérard Machet        | PCF           | Cheminot |
| 1989                                     | décembre 2015 | M. Dominique Lévêque | PS            | Maire de la commune nouvelle d'Aÿ-Champagne (2016 → ) Conseiller général d'Aÿ (1994 → 2015) Conseiller départemental d'd'Épernay-1 (2015 → 2021) Président de la CC Grande Vallée de la Marne (? →) Réélu pour le mandat 2014-2020, |

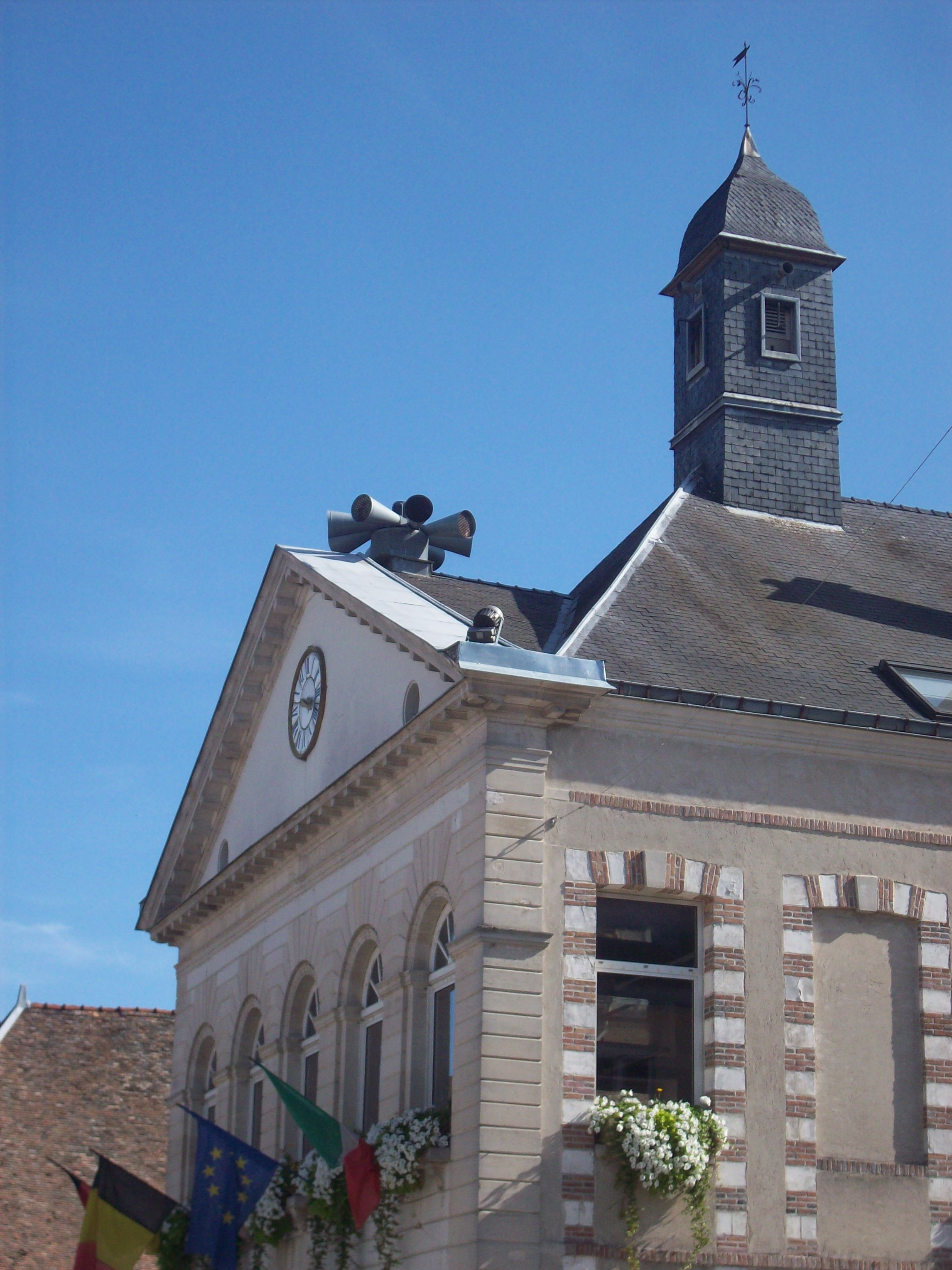
Hôtel de ville d'Aÿ.

Après la fusion de 2016, Aÿ dispose d'une maire déléguée. Pour la mandature 2020-2026, il s'agit de Patricia Mehenni pour Aÿ : .

### Jumelages
- Besigheim (Allemagne).
- Newton Abbot (Angleterre).
- Quaregnon (Belgique).
- Sinalunga (Italie) depuis 2004[46].
- Condé-sur-Escaut (France)[réf. nécessaire]

### Politique de développement durable
La commune a engagé une politique de développement durable en lançant une démarche d'Agenda 21 en 2003.

## Population et société

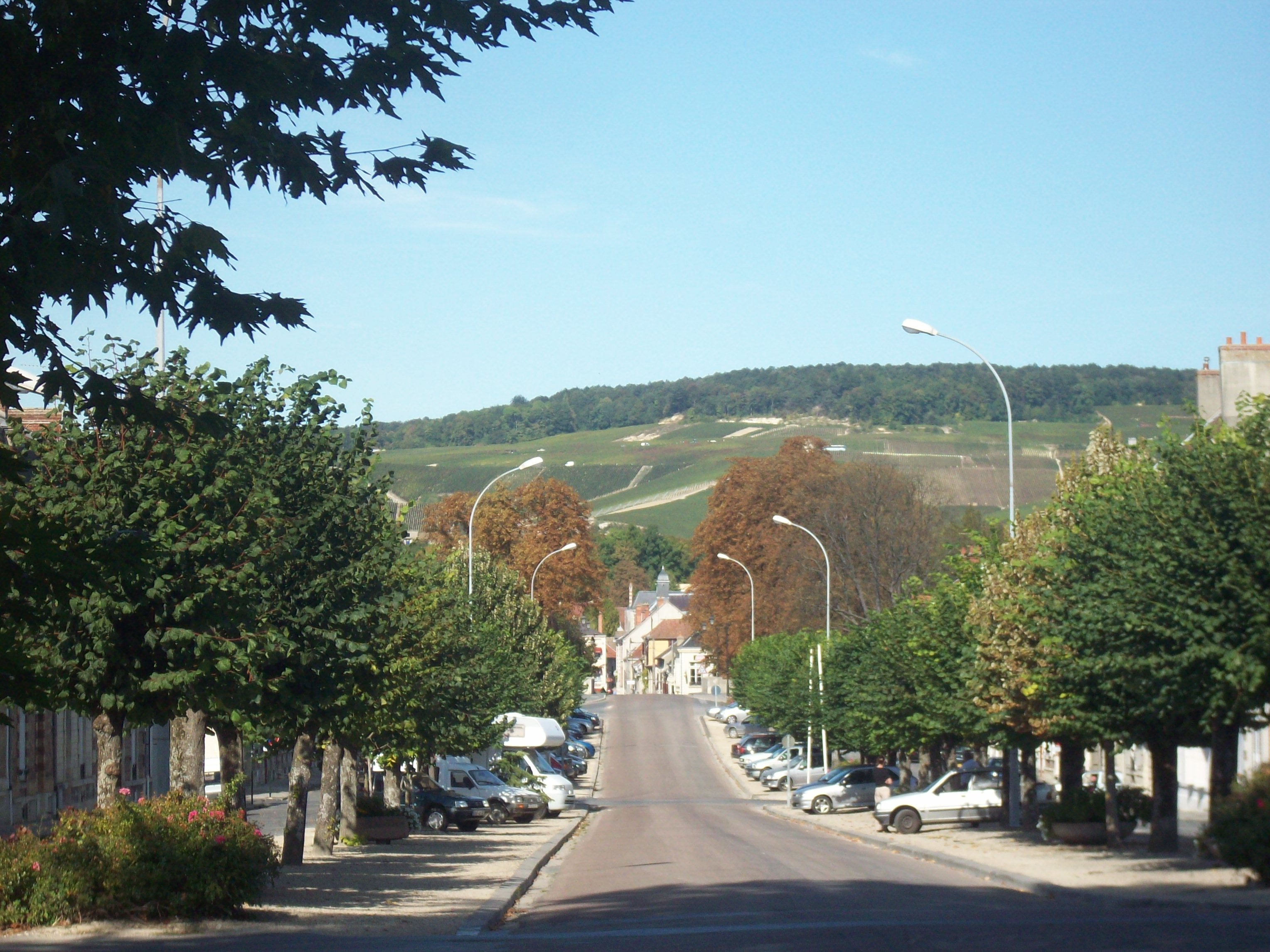
L'avenue Victor-Hugo, avec vue sur la Montagne de Reims.

### Démographie

#### Évolution démographique
À l'aube du XIXe siècle, la population agéenne stagnait, puis elle s'est peu à peu mise à croître jusqu'aux années 1870. À cette époque, grâce aux débuts de l'industrialisation, Aÿ devint une ville ouvrière, sa population doubla en trente ans, passant ainsi de 3 573 en 1866 à 7 061 en 1896. Par la suite, elle continua d'augmenter légèrement jusqu'au pic de 1921, on dénombrait alors 7 911 Agéens. Depuis, la population ne cesse de décroître. Cette chute démographique s'accentua en 1965, lorsque la commune céda le quartier de La Villa, jusqu'alors appelé La Villa d'Aÿ, et ses quelque 1 500 habitants à la ville d'Épernay.

#### Tableau et histogramme de la population
L'évolution du nombre d'habitants est connue à travers les recensements de la population effectués dans la commune depuis 1793. À partir du 1er janvier 2009, les populations légales des communes sont publiées annuellement dans le cadre d'un recensement qui repose désormais sur une collecte d'information annuelle, concernant successivement tous les territoires communaux au cours d'une période de cinq ans. 
Pour les communes de moins de 10 000 habitants, une enquête de recensement portant sur toute la population est réalisée tous les cinq ans, les populations légales des années intermédiaires étant quant à elles estimées par interpolation ou extrapolation. Pour la commune, le premier recensement exhaustif entrant dans le cadre du nouveau dispositif a été réalisé en 2007,.
En 2013, la commune comptait 3 978 habitants, en évolution de −3,77 % par rapport à 2008 (Marne : +0,83 %, France hors Mayotte : +2,49 %).
| 1793  | 1800  | 1806  | 1821  | 1831  | 1836  | 1841  | 1846  | 1851  |
| ----- | ----- | ----- | ----- | ----- | ----- | ----- | ----- | ----- |
| 2 516 | 2 593 | 2 548 | 2 507 | 2 727 | 2 810 | 3 130 | 3 415 | 3 302 |

| 1856  | 1861  | 1866  | 1872  | 1876  | 1881  | 1886  | 1891  | 1896  |
| ----- | ----- | ----- | ----- | ----- | ----- | ----- | ----- | ----- |
| 3 268 | 3 395 | 3 573 | 4 149 | 5 063 | 5 396 | 6 075 | 6 701 | 7 061 |

| 1901  | 1906  | 1911  | 1921  | 1926  | 1931  | 1936  | 1946  | 1954  |
| ----- | ----- | ----- | ----- | ----- | ----- | ----- | ----- | ----- |
| 7 052 | 7 391 | 7 212 | 7 911 | 7 267 | 6 995 | 6 666 | 6 272 | 6 806 |

| 1962  | 1968  | 1975  | 1982  | 1990  | 1999  | 2007  | 2011  | 2013  |
| ----- | ----- | ----- | ----- | ----- | ----- | ----- | ----- | ----- |
| 6 682 | 4 884 | 4 883 | 4 773 | 4 318 | 4 315 | 4 175 | 4 041 | 3 978 |

#### Structure de la population
Au vu de la pyramide des âges de 2006, la population agéenne apparaît comme plus âgée et plus féminine en comparaison avec la population marnaise. En effet, les principales catégories sont, à Aÿ, les 30-44 et les 45-59 ans alors que du point de vue départemental ce sont les catégories des 15-29 et 30-44 ans qui sont les plus représentées. De plus, alors que les personnes âgées de 75 ans et plus ne représentent au sein du département que 7,6 % de la population, dans la commune ce chiffre atteint les 13,2 %. Enfin, quand le pourcentage départemental de femme est de 51,4 % il est de 53,8 % à Aÿ.
Les ménages agéens sont, quant à eux, assez proches de la moyenne nationale quant à leur répartition.
| Hommes | Classe d’âge | Femmes |
| ------ | ------------ | ------ |
| 153    | 75 à plus    | 399    |
| 306    | 60 à 74      | 327    |
| 408    | 45 à 59      | 437    |
| 425    | 30 à 44      | 434    |
| 314    | 15 à 29      | 335    |
| 329    | 0 à 14       | 321    |

| Hommes | Classe d’âge | Femmes |
| ------ | ------------ | ------ |
| 15 251 | 75 à plus    | 28 027 |
| 31 349 | 60 à 74      | 36 349 |
| 56 917 | 45 à 59      | 59 761 |
| 58 254 | 30 à 44      | 58 264 |
| 60 417 | 15 à 29      | 58 602 |
| 52 711 | 0 à 14       | 49 937 |

|                                   | 1 personne | 2 pers. | 3 pers. | 4 pers. | 5 pers. | 6 pers. ou + |
| --------------------------------- | ---------- | ------- | ------- | ------- | ------- | ------------ |
| Aÿ                                | 30,7 %     | 32,4 %  | 18,7 %  | 13,1 %  | 4,2 %   | 0,9 %        |
| Moyenne nationale                 | 31 %       | 31,1 %  | 16,2 %  | 13,8 %  | 5,5 %   | 2,4 %        |
| Sources des données : INSEE, 1999 |            |         |         |         |         |              |

### Enseignement
La ville d’Aÿ fait partie de l'académie de Reims. On y trouve deux écoles maternelles, deux écoles primaires et un collège au nom, depuis 2011 d'Yvette Lundy .

### Manifestations culturelles et festivités

#### Fête Henri-IV
Tous les deux ans, le premier week-end de juillet, Aÿ fête le roi Henri IV qui écrivait à l'époque : « Si je n’estois roy de France, je voudrais estre sire d’Aÿ  ». Lors de cette manifestation, défilé, dégustations, expositions et animations sont proposés aux 25 000 visiteurs.

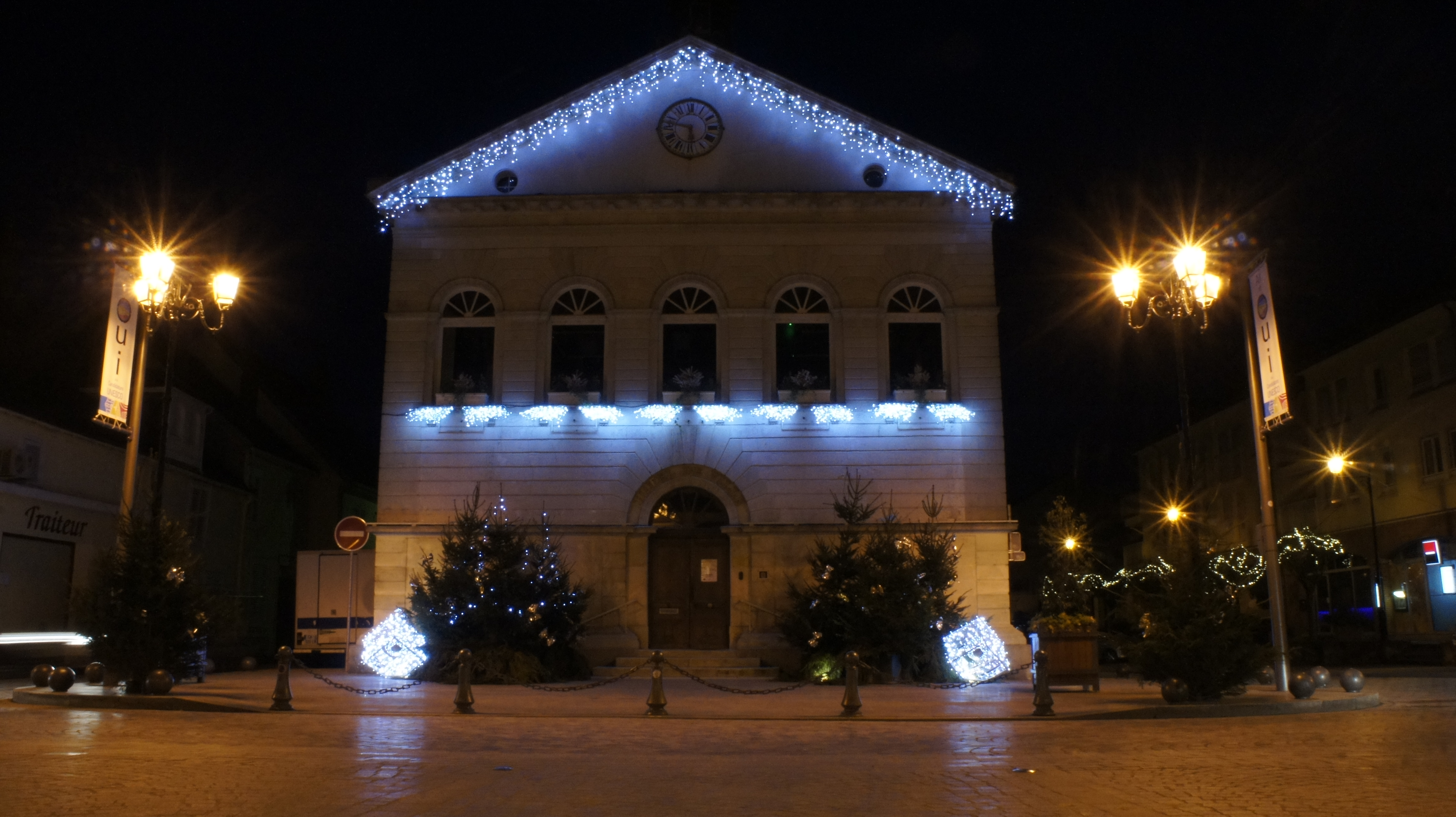
La mairie lors de Noël en Champagne 2012.
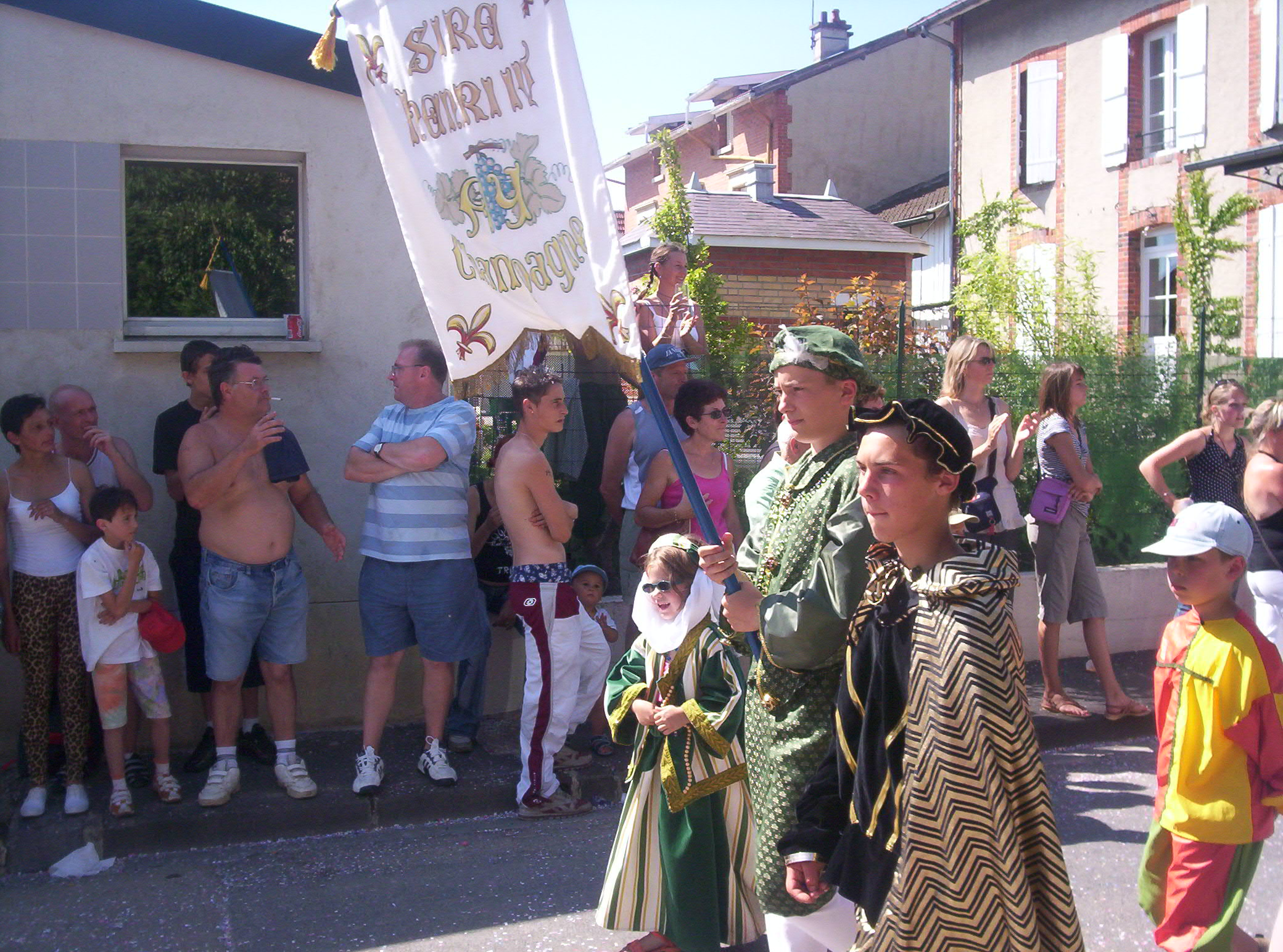
Les fêtes Henri-IV
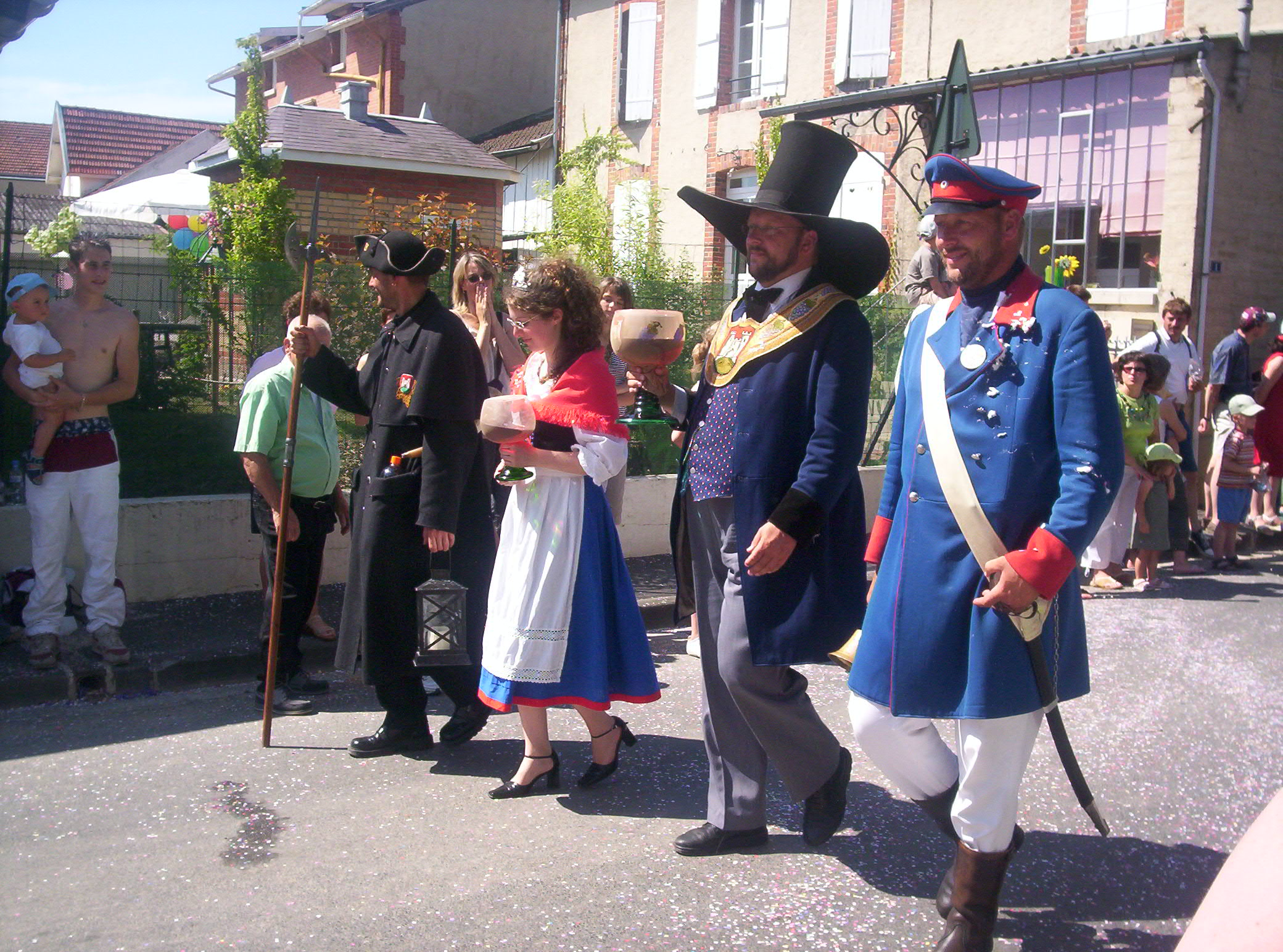
de 2006
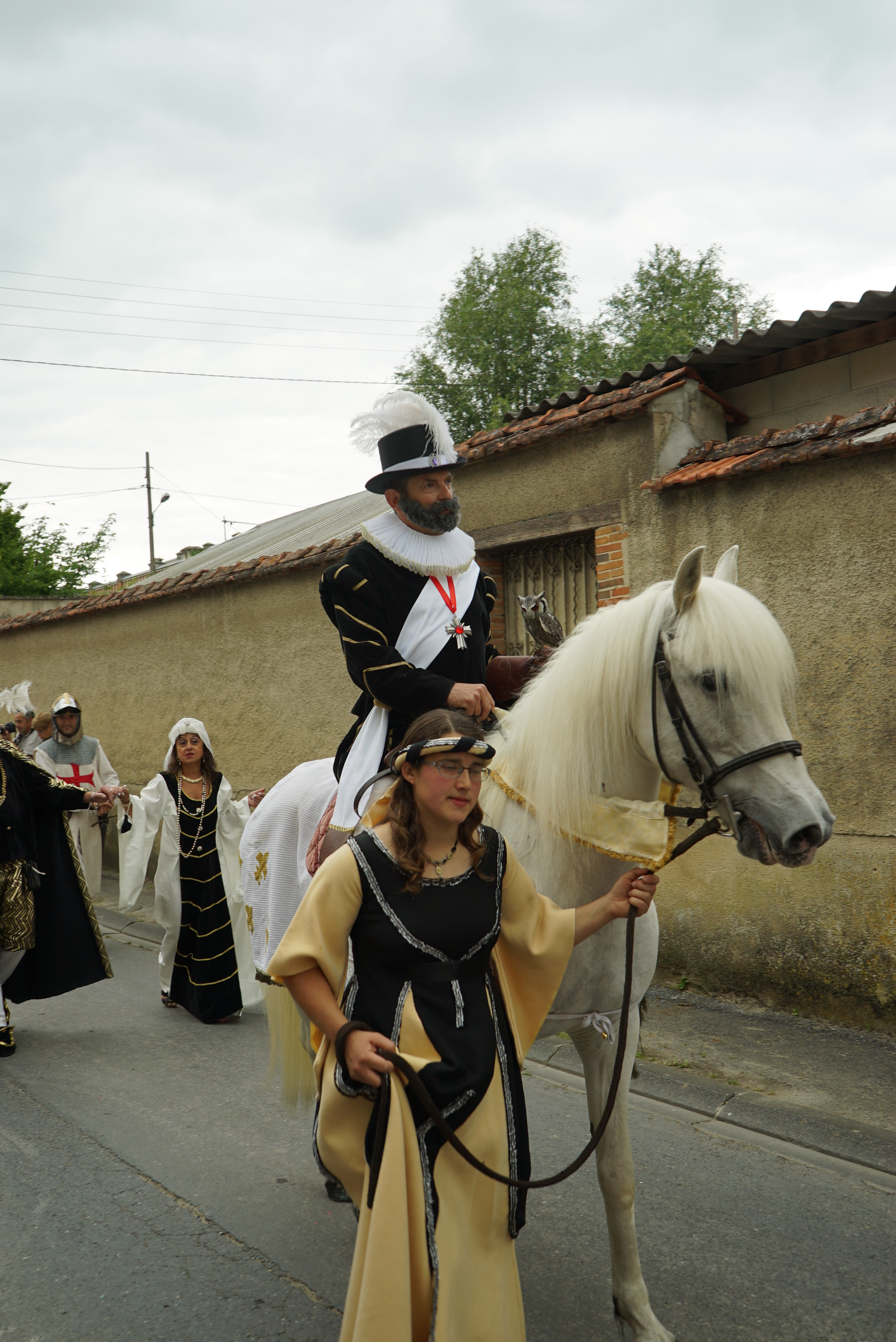
et 2016.
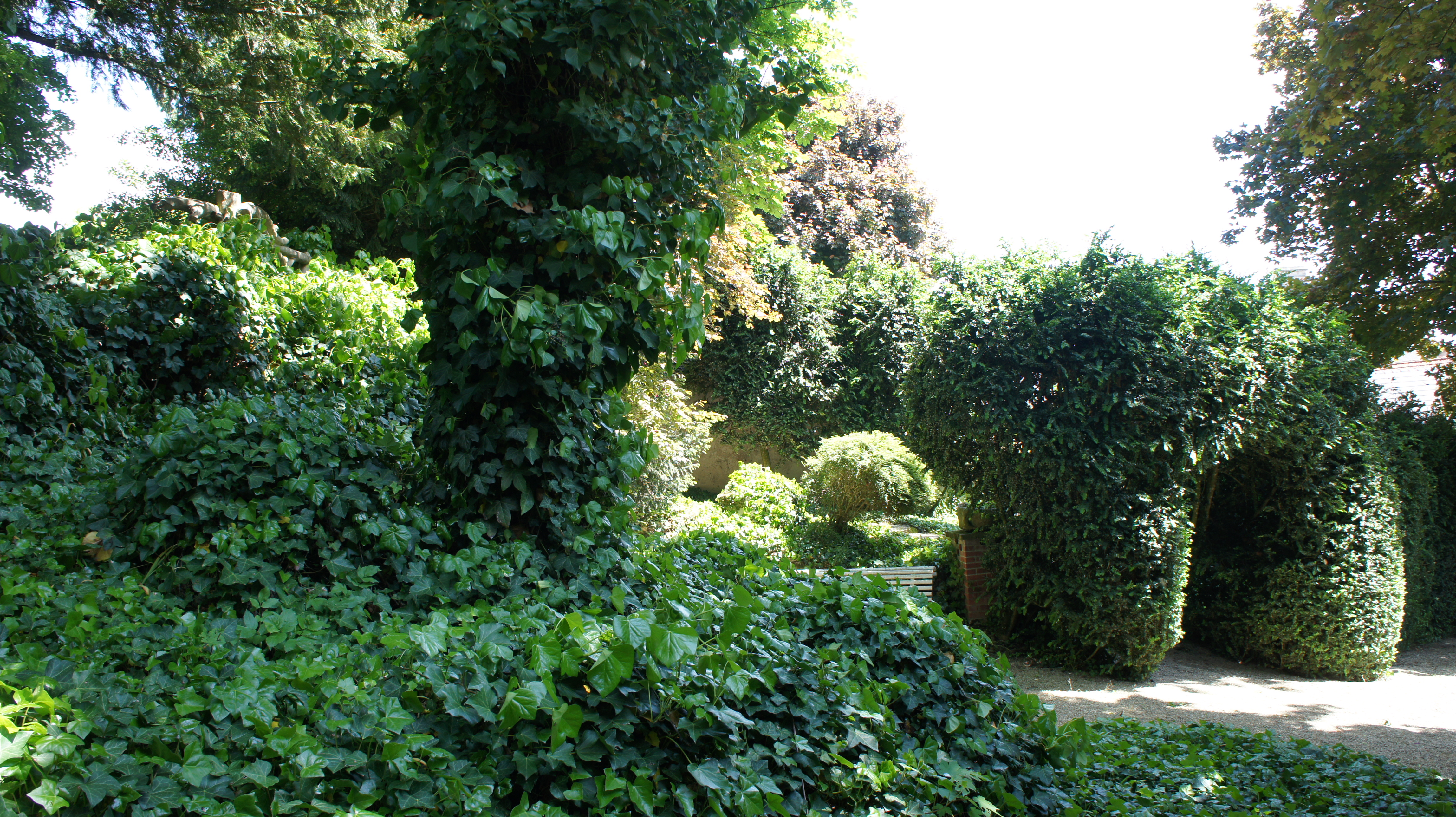
Le jardin du vicomte de Bona-Dona lors de Rendez-vous aux jardins de 2013.

#### Autres manifestations
La commune met en place chaque année « Le Mai Musical », durant lequel un concert de musique classique a lieu, chaque vendredi soir, en l'église Saint-Brice. Toujours dans le domaine musical, la communauté de communes organise son festival « Musiques en Champagne » pendant le mois d'août, chaque année dans l'une des différentes communes qui la composent, ainsi qu'une « fête de la musique intercommunale ».
Une « fête du Cheval » y est organisée en juin et la fête patronale agéenne a lieu le deuxième dimanche de septembre. La « Saint-Vincent », le 22 janvier, est la fête du saint-patron des vignerons, au cours de laquelle un défilé est mis en place, comme à Épernay et dans d'autres communes du vignoble champenois.
La ville accueille également le « Festival Francophone des Mots Croisés », tous les trois ans durant le mois d'octobre, en alternance avec les villes d'Is-sur-Tille (Côte-d'Or) et Eu (Seine-Maritime).

## Économie

### Activités
Aÿ est, après Reims et Épernay, un des principaux pôles de l'industrie des vins de Champagne, ce qui lui vaut le calembour de Guy Patin « Vin d'Ay, Vinum Dei ». On y trouve environ 25 vignerons récoltants-manipulants et une poignée de grandes maisons de Champagne (appelées aussi « négociants »), dont Ayala, Bollinger, Deutz ou encore Gosset, la plus ancienne maison de vins de la Champagne. Y est également active la Distillerie Jean Goyard qui produit du ratafia et du marc de champagne depuis 80 ans. On y trouve aussi trois pépiniéristes et plusieurs pressoirs. Environ 40 % du territoire de la commune sont plantés de vignes, dont 88 % consacrés au pinot noir, 9 % au chardonnay et 3 % au pinot meunier. Dès la fin du XIXe siècle, le vin d’Aÿ était apprécié à l’étranger : ainsi, en 1899, le lieutenant Winston Churchill, en partance pour l’Afrique du Sud où il devait prendre part à la seconde guerre des Boers, emportait dans ses bagages « 32 bouteilles de vin d’Aÿ sec 1877 ».
En 2000, Aÿ comptait 187 exploitations, dont 185 spécialisées dans les légumes, fruits et viticulture, démontrant à nouveau l'importance du champagne dans l'économie locale.
Au 31 décembre 2006, la commune comptait 227 établissements actifs et 185 entreprises, dont 58 % dans les services, pour 1 338 emplois. Seules 21 d'entre elles avaient 10 salariés ou plus, en raison du nombre important de commerces de proximité en centre-ville.

### Revenus de la population et fiscalité
Le revenu moyen par ménage à Aÿ est de 15 710 € par an, la commune se situe ainsi au-dessus la moyenne nationale qui est de 15 027 € par an. Le taux de la taxe d'habitation y était de 16,92 % en 2003 puis de 21,98 % en 2006. La taxe professionnelle était, quant à elle, de 9,89 % en 2003. Aÿ totalise par ailleurs 2 492 foyers fiscaux, dont 1 454 sont imposables.

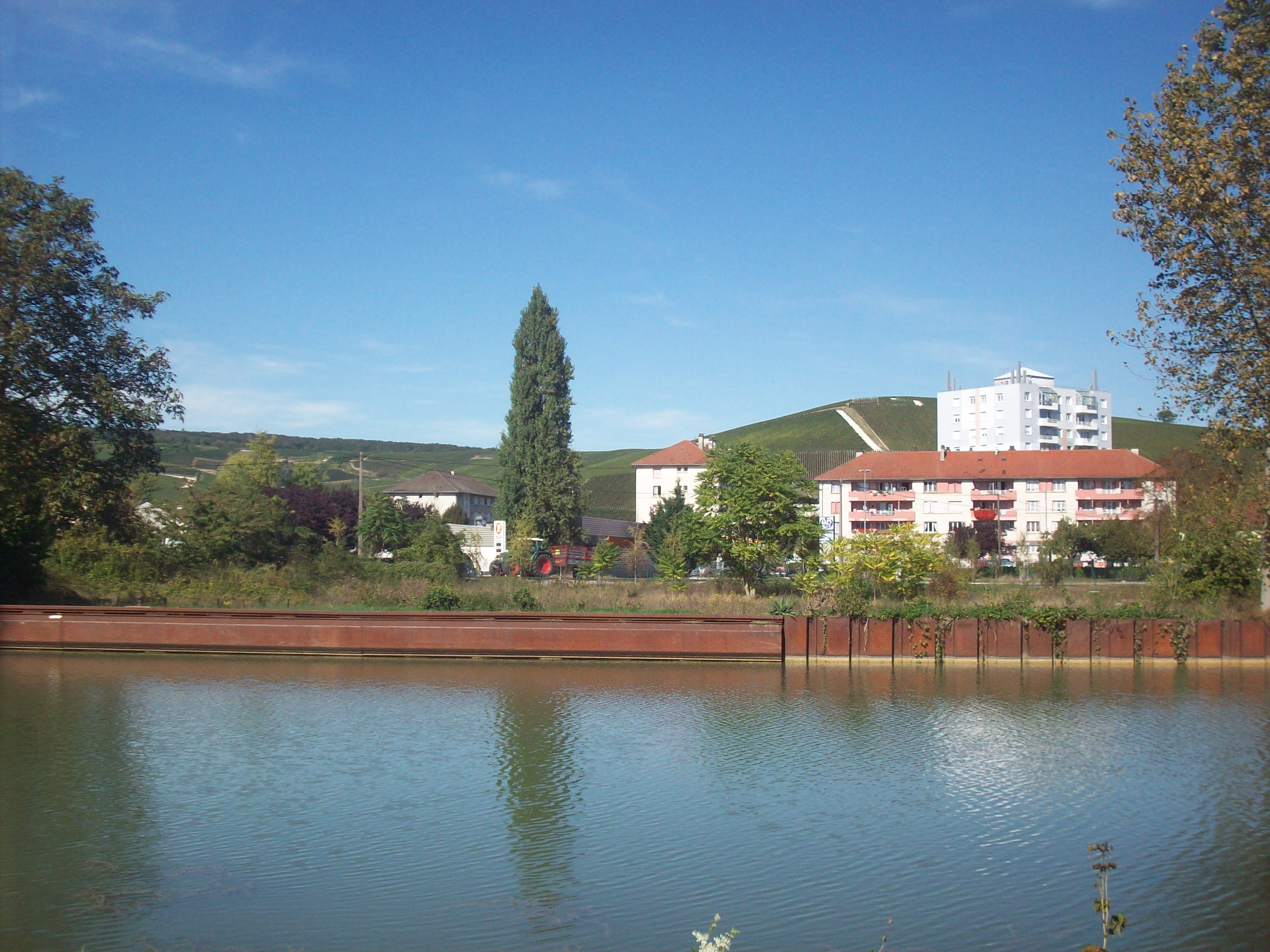
Immeubles vus depuis le canal.

### Emploi
La commune d’Aÿ fait partie de la zone d’emploi d’Épernay.
La population active totale de la commune s’élève à 1 924 (en 2006). Le taux d'activité entre 15 et 64 ans est de 73,9 %. On dénombre 171 chômeurs, cette même année. En 1999, Aÿ a un taux de chômage s’élevant à 8,7 %, inférieur à la moyenne nationale qui était de 12,9 % ; sept ans plus tard, le taux de 8,9 %.
|                             | Agriculteurs | Artisans, commerçants, chefs d'entreprise | Cadres, professions intellectuelles | Professions intermédiaires | Employés | Ouvriers |
| --------------------------- | ------------ | ----------------------------------------- | ----------------------------------- | -------------------------- | -------- | -------- |
| Aÿ                          | 2,7 %        | 6,3 %                                     | 5,6 %                               | 14,0 %                     | 29,4 %   | 42,1 %   |
| Moyenne nationale           | 2,4 %        | 6,4 %                                     | 12,1 %                              | 22,1 %                     | 29,9 %   | 27,1 %   |
| Sources des données : INSEE |              |                                           |                                     |                            |          |          |

## Culture locale et patrimoine

### Lieux et monuments

#### Église Saint-Brice
L’église Saint-Brice d’Aÿ est un édifice de style gothique datant des XVe et XVIe siècles,  Classé MH (1942),.
Elle possède un grand orgue de style baroque français datant de 1749 qui fut restauré en 1991.
La commune fait partie de la paroisse Saint-Vincent du Val-d’Or, regroupant également Avenay-Val-d'Or, Fontaine-sur-Aÿ, Mareuil-sur-Aÿ et Mutigny.

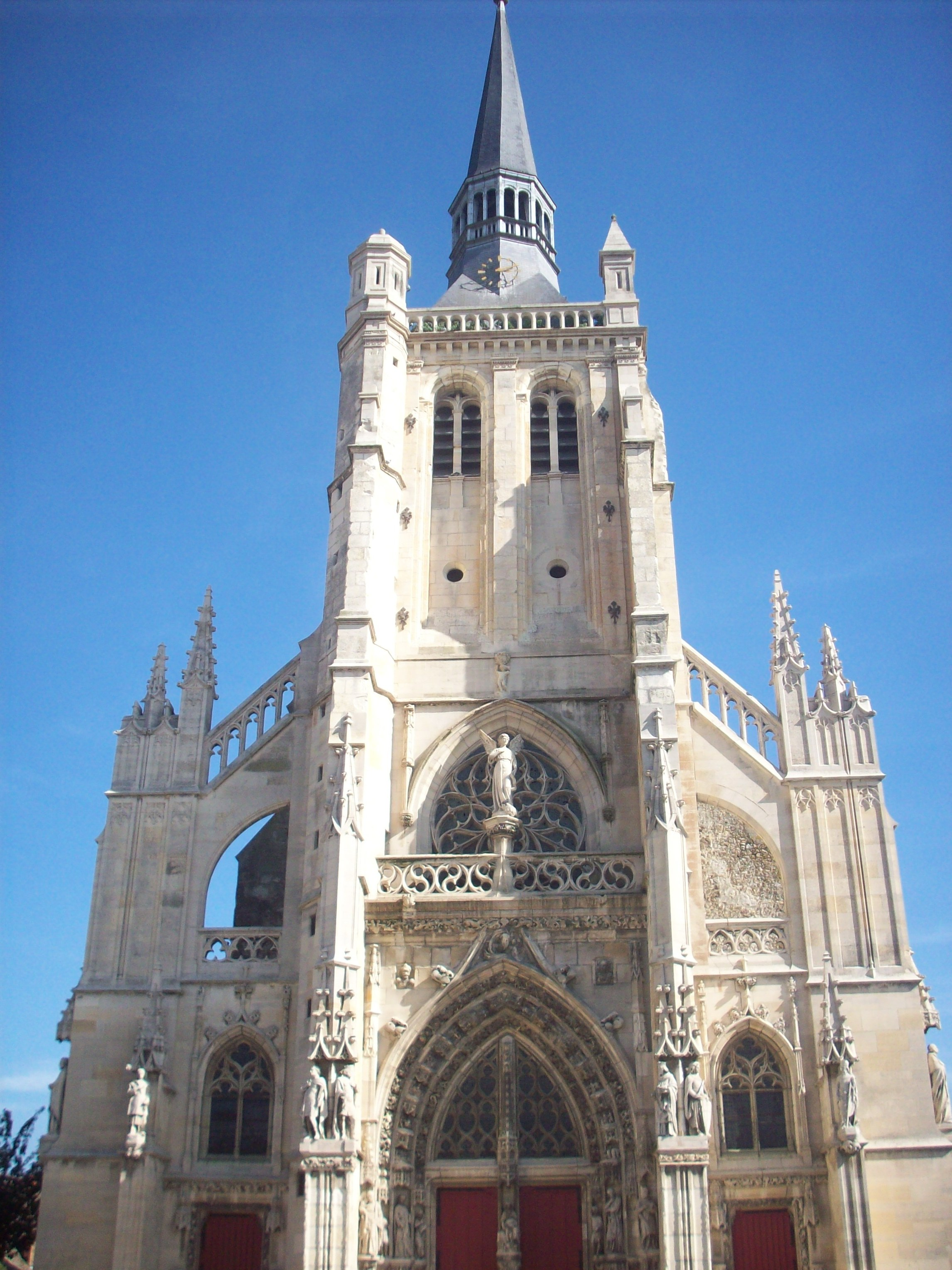
Façade de l'église.
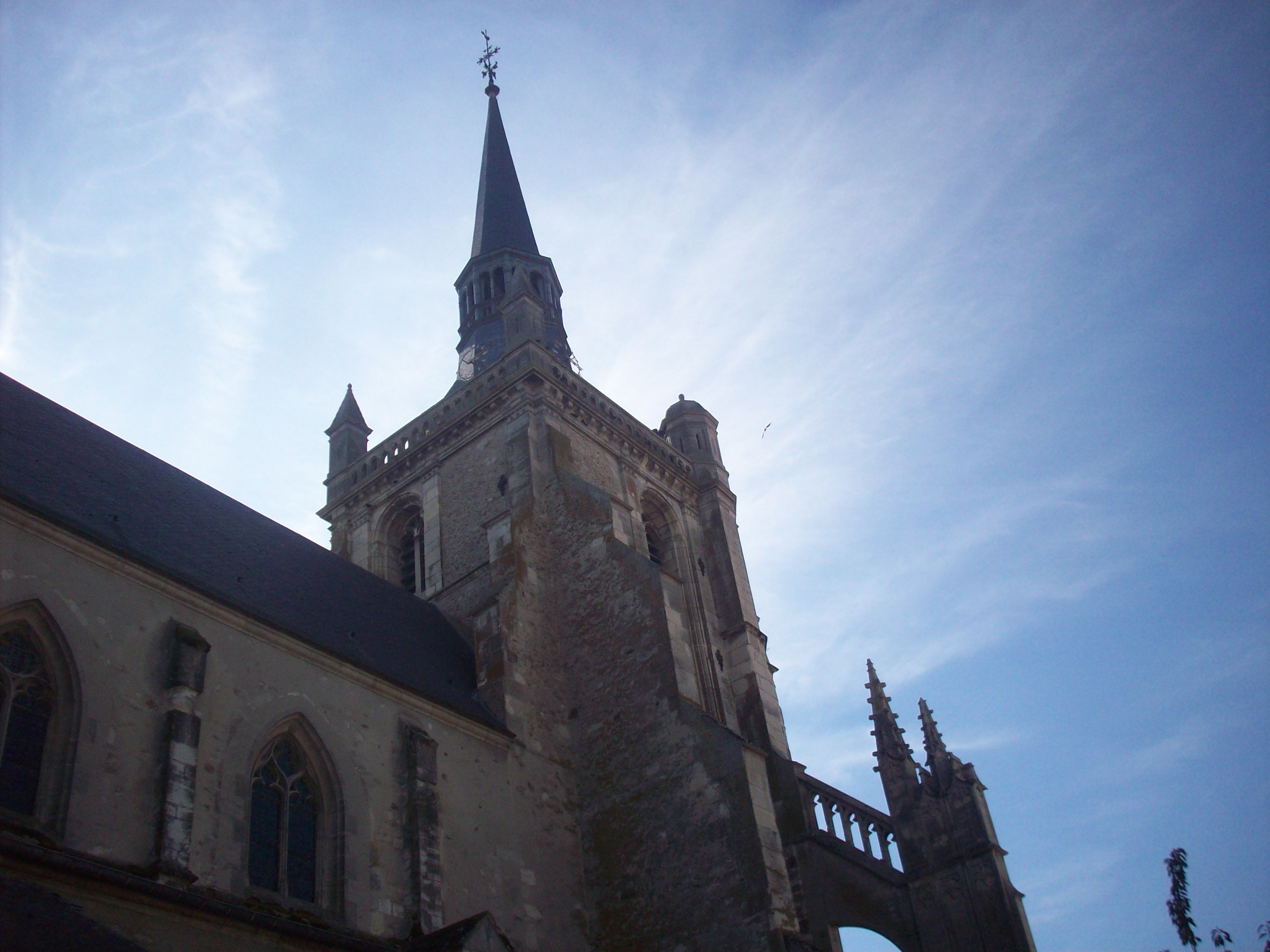
Arrière de l'église.
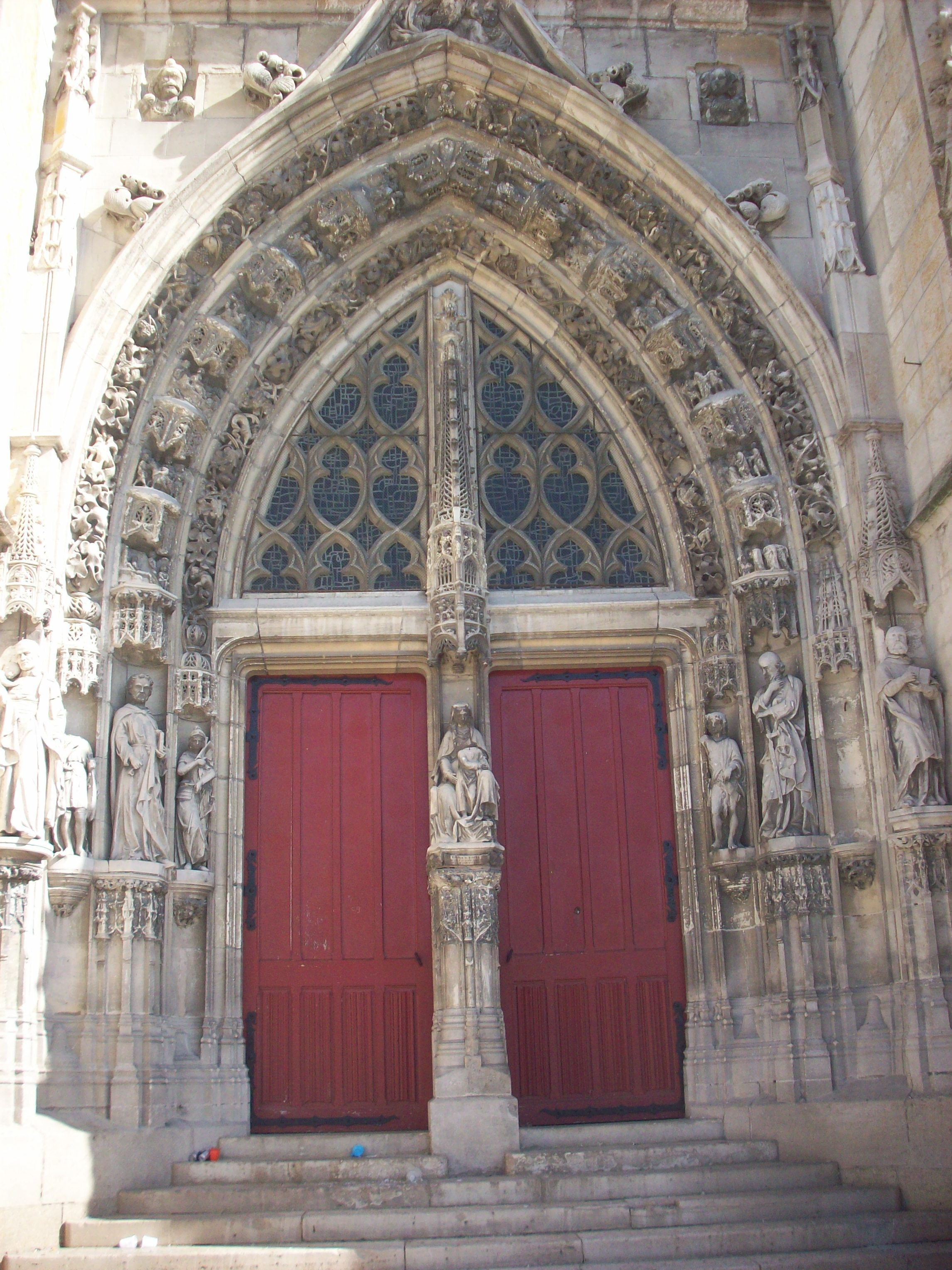
Portail de l'église.

#### Imprimerie E. Plantet

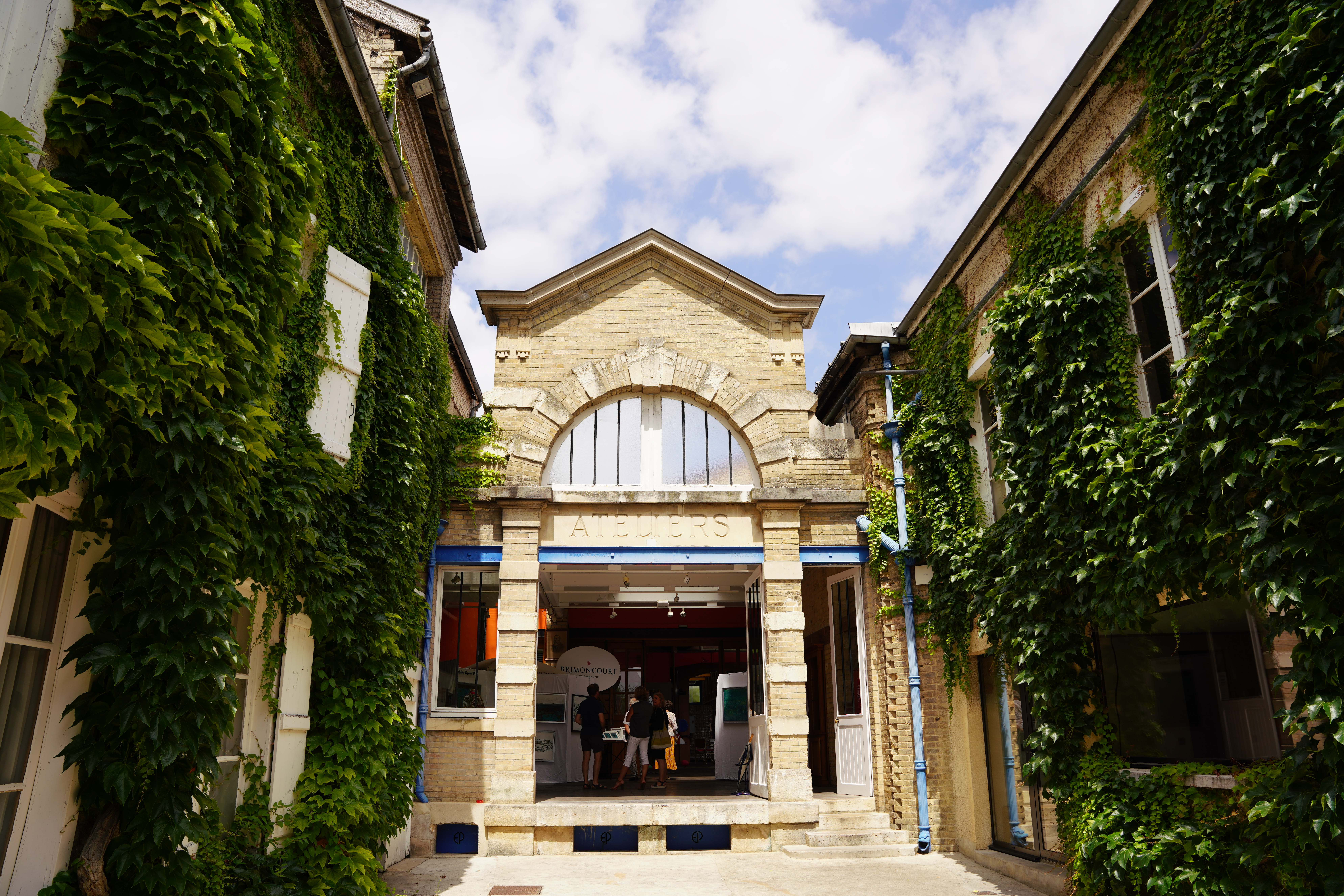
Champagne Brimoncourt.

Bâtiment d'une ancienne imprimerie reprenant la structure de la gendarmerie aujourd'hui une maison de champagne au 84 du boulevard Charles de Gaulle.

#### Villa Bissinger
La villa Bissinger, ancien hôtel particulier du XIXe siècle, accueille, au cœur du vignoble champenois, le siège de l’Institut International des Vins de Champagne, ayant pour vocation d’animer des activités d’information et d’initiation à la connaissance des vins de Champagne.

#### Pressoir Henri-IV

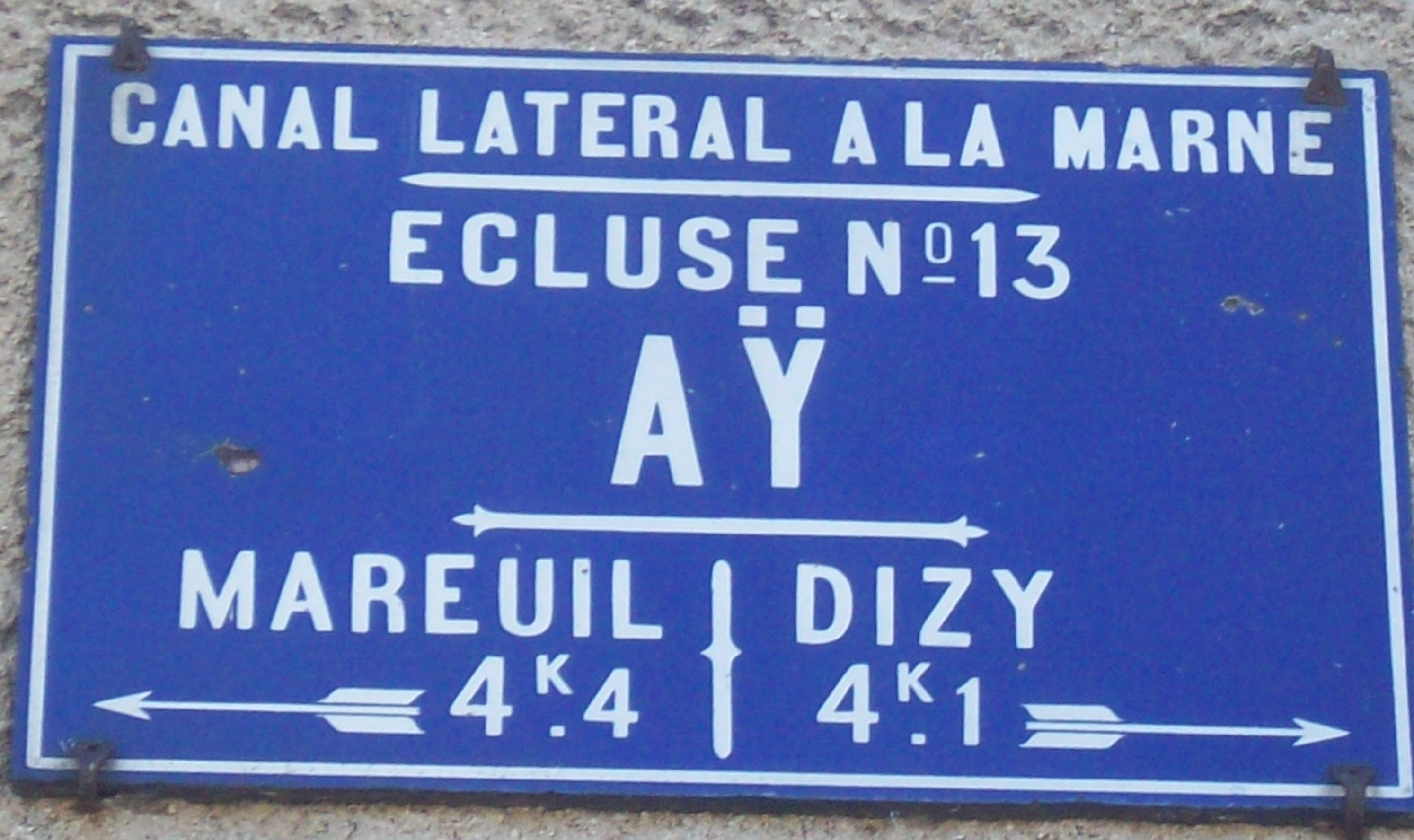
Panneau de l'écluse.

On y trouve aussi le pressoir Henri-IV, une maison à colombage typiquement champenoise, située au centre de la ville.

#### Écluse
L'écluse d'Aÿ se trouve sur le canal latéral à la Marne, au sud-ouest de la ville, en contrebas de la RD 201 en provenance d'Épernay. Cette écluse est la treizième du canal, datant de la première moitié du XIXe siècle, sur une longueur de 67 km entre Vitry-le-François et Dizy, en parallèle à la rivière Marne. L'écluse agéenne se situe 4,4 km en aval de celle de Mareuil-sur-Aÿ et 4,1 km en amont de celle de Dizy.

### Tourisme

Logo du PNR.

Le tourisme à Aÿ et ses alentours étant fortement lié aux vins de Champagne, la communauté de communes de la Grande Vallée de la Marne possède donc son propre Office de Tourisme Intercommunal, situé à Hautvillers, où sont notamment proposées des balades, dont une à Aÿ, et des visites de caves.
De plus, il existe, au cœur de la ville, le sentier des Musardises, inauguré le 5 juin 2004, qui permet aux touristes de découvrir la ville, son histoire, ses maisons de Champagne (etc.) grâce à des panneaux explicatifs. Il existe deux itinéraires distincts : le premier dure 1 h 30 pour 3,3 km et passe par le vignoble tandis que le second, d’une heure pour 2,1 km, reste en ville.
La ville est également traversée par le sentier de grande randonnée GR 14 reliant Paris à Malmédy en Belgique et par la route touristique du Champagne, à l'intersection entre celle longeant la Marne et celle autour de la Montagne de Reims.

### Patrimoine naturel

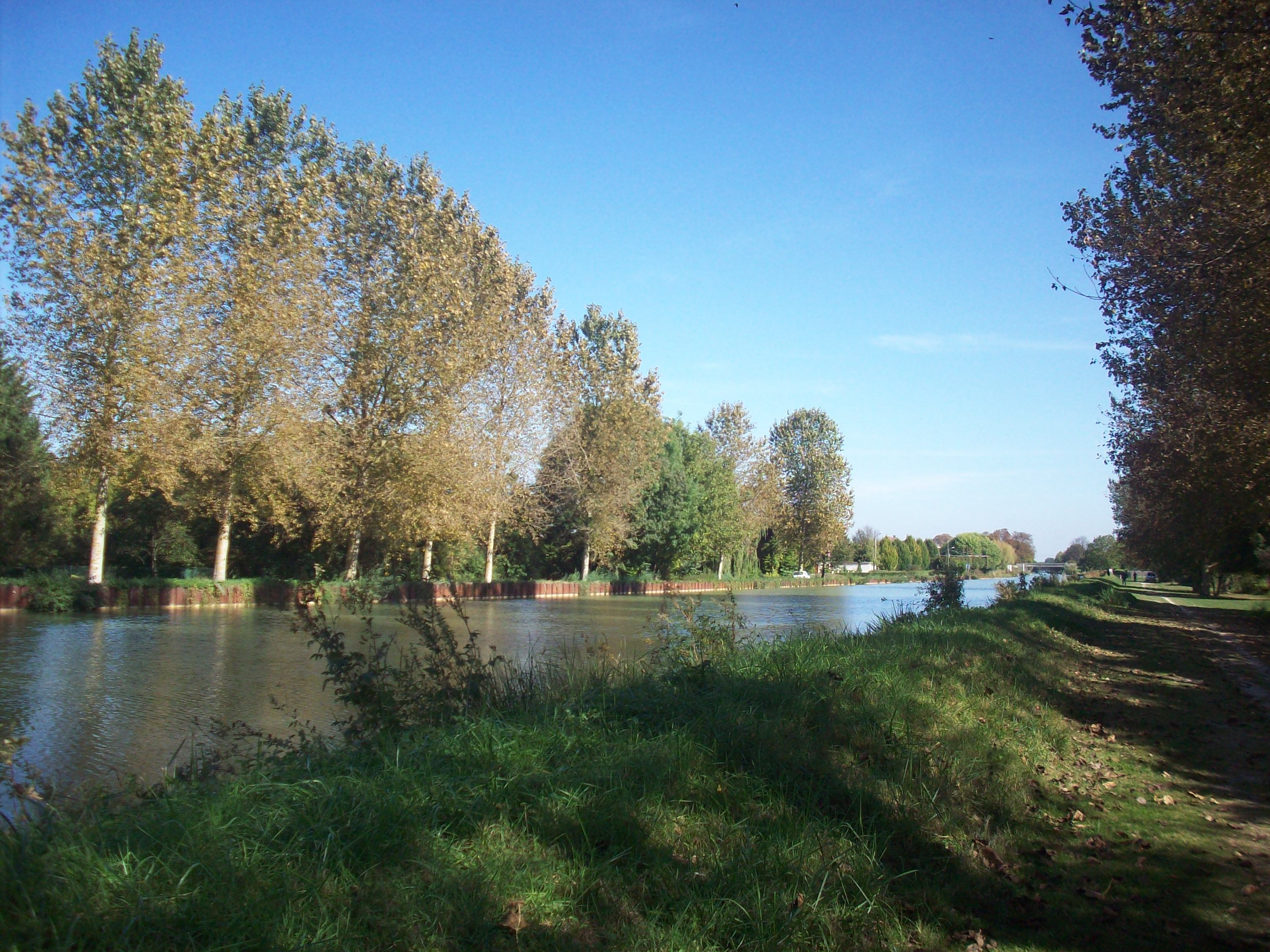
Le canal latéral à la Marne, à Aÿ.

Aÿ est intégralement située, ainsi que l'ensemble de son canton (exception faite de la commune de Magenta), au sein du parc naturel régional de la Montagne de Reims depuis sa création, en 1976. L'établissement public, dont le but est de mettre en valeur et protéger la patrimoine naturel, culturel et social du territoire de la Montagne de Reims, rassemble 69 communes réparties sur 54 000 hectares (dont 9 000 de vignes). En 2006, le parc était peuplé de 34 757 habitants, soit une densité de population d'environ 65 hab./km2.
Située à l'extrême sud de la Montagne de Reims, dans la vallée de la Marne, la ville est avec ses 4 190 habitants la commune la plus peuplée du parc.
La ville a obtenu sa troisième fleur au concours des villes et villages fleuris de 2008.

### Personnalités liées à la commune
Sont nés à Aÿ
- Avril Philipponnat, capitaine suisse originaire de Fribourg, arrivé en 1522, doté en récompenses de ses faits d'Armes du Roi François Ier, de vignes entre Aÿ et Dizy, jusqu'au XXe siècle, marié avec la famille Moët...
- Lucien Berland, entomologiste et arachnologiste ;
- René Collard, architecte ;
- Jean Collery, ancien sénateur, maire et conseiller général ;
- René Lalique, maître verrier et bijoutier ;
- Jules Lobet, ancien député et conseiller municipal ;
- Docteur Emile Lamm (1834-1873), émigré à la Nouvelle Orléans en 1848, inventeur de la locomotive à vapeur sans foyer ;
- Étienne Béchet de Rochefontaine, dit Stephen Rochefontaine (1755-1814), officier français puis américain.
- Pierre-Charles Alexandre Louis (1787-1872), médecin
- Pierre-Charles Hémart (26 juin 1752, Aÿ - 15 janvier 1824, Aÿ), homme politique, député de la Marne au Conseil des Cinq-Cents.

ayant vécu à Aÿ
- Jean-Baptiste Collin, comte de Sussy, y avait une propriété.
- Émile Buhot-Launay, administrateur colonial, domicilié rue Bigot en 1921

Mort à Aÿ
- Joseph Alexandre Jacques Durant de Mareuil, diplomate.

### Héraldique
| Blason | Blasonnement : « D'azur à la bande d'argent accompagnée de deux cotices potencées et contrepotencées d'or de treize pièces, au franc quartier de gueules chargé d'un lion d'argent. » |